# TI-Basic

Ein Ausschnitt aus einem Programm, das anhand von vier Punkten berechnet, um welche Art Viereck es sich handelt

TI-Basic ist der Name einer Programmiersprache, mit der programmierbare Taschenrechner der amerikanischen Firma Texas Instruments (TI) arbeiten. Sie unterscheidet sich etwas von der verbreiteten Programmiersprache BASIC. Besonders für die neueren Modelle von Texas Instruments, wie den TI-83 Plus bzw. den TI-83 Plus SE, den TI-84 Plus, den TI-89, den TI-92 bzw. TI-92 Plus, den Voyage 200 und den TI-Nspire gibt es heute eine Vielzahl von Programmen.

## Allgemeines

### Programme und Funktionen

Programm in TI-Basic auf dem TI-83 Plus

Mit TI-Basic können sowohl Programme als auch Funktionen erstellt werden. Der Unterschied besteht darin, dass Funktionen im Gegensatz zu Programmen mithilfe des Befehls return Werte zurückgeben können, sämtliche anderen Ein- und Ausgabebefehle (Input, Output, PxlOn etc.) sind allerdings nur in Programmen anwendbar. Des Weiteren ist es einer Funktion nicht möglich, Variablen im globalen Namensraum dauerhaft abzuspeichern, sondern nur temporär und lokal, solange die Funktion ausgeführt wird.

### Variablen
Im Vergleich zu vielen anderen Programmiersprachen ist die Zahl der möglichen Variablennamen stark limitiert. Es ist (außer beim TI-Nspire) nur möglich, Namen zu verwenden, die acht oder weniger Buchstaben haben (beim TI-BASIC-Dialekt des TI-84 und TI-83 sogar nur ein Buchstabe) und nicht den gleichen Namen wie eine Systemvariable (zum Beispiel Y1) haben. Die Zuweisung eines Wertes zu einer Variablen erfolgt meistens über den Operator → (Syntax: Wert→Variable).
Eine Variable ist immer global und kann von allen Programmen gelesen bzw. bearbeitet werden. Auch nachdem ein Programm beendet wurde, bleiben die Variablen erhalten, sofern sie nicht explizit gelöscht werden.

### Programmierung
Neben der direkten Eingabe am TI können die Programme auch extern am Computer bearbeitet und anschließend via Datenkabel an den TI übertragen werden.

### Bedingungen (alle oben genannten Rechner)
If-Anweisung (ohne Then zählt nur der nächste Befehl zur If-Anweisung):
```
:
If
 
Bedingung

:
Disp
 
"Bedingung erfüllt"

:
Disp
 
"Diese Anweisung wird in jedem Fall ausgeführt"

```

If...Then...EndIf-Anweisungen:
```
:
If
 
Bedingung
 
Then

:
Disp
 
"Diese Anweisungen werden"

:
Disp
 
"alle nur dann ausgeführt,"

:
Disp
 
"wenn die Bedingung erfüllt ist"

:
EndIf

:
Disp
 
"Diese Anweisung wird in jedem Fall ausgeführt"

```

If...Then...Else...EndIf-Anweisungen:
```
:
If
 
Bedingung
 
Then

:
Disp
 
"mehrere Anweisungen"

:
Else

:
Disp
 
"mehrere Anweisungen, die nur ausgeführt werden, wenn die Bedingung nicht erfüllt ist"

:
EndIf

```

### Schleifen

#### Alle oben genannten Rechner
TI-Basic beherrscht folgende Arten von Schleifen: die For-Schleife mit Zählvariable und die While-Schleife, die ausgeführt wird, solange Bedingung wahr ist. Darüber hinaus lassen sich Schleifen mittels Labels realisieren.
| Schleifenart | Verwendung                                                     | Beispiel                      |
| ------------ | -------------------------------------------------------------- | ----------------------------- |
| For          | :For Variable,Anfang,Ende[,Schrittweite] :Befehle :EndFor      | :For X,0,10,2 :Disp X :EndFor |
| While        | :While Ausdruck :Befehle, solange Bedingung wahr ist :EndWhile | :While X<5 :X+1→X :EndWhile   |
| Label        | :Lbl Labelname :Befehle :Goto Labelname                        | :Lbl A :X+1→X :Goto A         |

#### TI-89, TI Voyage 200 und TI-Nspire
Bei dem TI-89, dem TI Voyage 200 sowie dem TI-Nspire steht noch Loop und EndLoop als Endlosschleife zur Verfügung. Man kann sie – wie While und EndWhile und For und EndFor – mit dem Befehl Exit abbrechen.
| Schleifenart | Verwendung              | Beispiel                                          |
| ------------ | ----------------------- | ------------------------------------------------- |
| Loop         | :Loop :Befehle :EndLoop | :0→I :Loop :I+1→I :Disp I :If I=10 :Exit :EndLoop |

## TI-83 Plus; TI-83 Plus SE; TI-84 Plus

### Variablen
Bei diesen Rechnern können folgende Variablen verwendet werden:
| Variablentyp             | Variablennamen                                      | Beispiel einer Zuweisung | Begrenzungen                                                                          |
| ------------------------ | --------------------------------------------------- | ------------------------ | ------------------------------------------------------------------------------------- |
| Reelle Zahlen            | A–Z, θ                                              | 10→X                     | Bis zu 14 Stellen werden gespeichert, aber nur zehn Stellen ausgegeben                |
| Komplexe Zahlen          | A–Z, θ                                              | 5+7i→Y                   | Bis zu 14 Stellen werden gespeichert, aber nur zehn Stellen ausgegeben                |
| Zeichenketten            | Str0–Str9                                           | "TEXT"→Str2              | Die Menge an freiem RAM ist die einzige Begrenzung der Länge                          |
| Listen                   | L1–L6, benutzerdefiniert                            | {1,2,3}→LLISTE           | Es können bis zu 999 Elemente gespeichert werden (Ausnahme TI-83: bis zu 99 Elemente) |
| Matrizen                 | [A]–[J]                                             | '[[1,2,3][4,5,6]]→[C]    | Eine Matrix kann bis zu 99 Zeilen und 99 Spalten besitzen                             |
| Graphiken                | Pic0–Pic9                                           | StorePic 5               | Displayauflösung: Bilder können nicht größer sein als 96 × 64 Pixel                   |
| Mathematische Funktionen | Y0–Y9                                               | "6X²+7X-2"→Y8            | Keine Begrenzung bekannt                                                              |
| Graph-Datenbanken        | GDB0–GDB9                                           | StoreGDB 0               | Keine Begrenzung bekannt                                                              |
| Skalierungen für Graphen | Xmin, Xmax, Xscl, Xres, ∆X (analog für die Y-Achse) | 5→Xmin                   | Keine Begrenzung bekannt                                                              |

### Repeat-Schleife
Eine weitere Schleifenart lässt sich nur auf diesen Rechnern verwenden:
| :Repeat Ausdruck :Befehle, bis Bedingung wahr ist :End | :Repeat I<5 :I-1→I :End |

### IS>; DS< und Menu
Diese Anweisungen sind auf den neueren Rechnern ebenfalls nicht mehr verfügbar.
| Art der Verzweigung                                          | Verwendung                                         | Beispiel          |
| ------------------------------------------------------------ | -------------------------------------------------- | ----------------- |
| Increase-Step                                                | :IS>(Variable, Wert) :Befehl, wenn Wert ≥ Variable | :IS>(A,3) :Disp A |
| Decrease-Step                                                | :DS<(Variable, Wert) :Befehl, wenn Wert ≤ Variable | :DS<(A,3) :Disp A |
| :Menu("Bezeichnung", "Text 1", Label 1, "Text 2", Label 2,…) | :Menu("OPTIONEN", "STARTEN", A, "BEENDEN", B)      |                   |

## Neuere Rechner (TI-89 bis Voyage 200)

TI-Basic auf dem Voyage 200

### Variablen
Auf neueren Rechnern dürfen Variablen maximal acht Zeichen lang sein, es können auch Umlaute, griechische Buchstaben und diakritische Zeichen (im Gegensatz zu einigen anderen Programmiersprachen, etwa Pascal) verwendet werden. StorePic und StoreGDB wurden durch StoPic und StoGDB ersetzt.

### Menüs, Dialoge und Symbolleiste
Außer durch die Eingabeaufforderungen Input und InputStr kann die Benutzerschnittstelle folgendermaßen realisiert werden:
- mit Dialog-Blöcken
- mit Popup-Menüs
- mithilfe der Symbolleiste (Toolbar oder Custom)
- mit der Funktion getKey()

#### Dialog
Ein Beispiel für einen Dialog:
```
:Dialog
:Title "Hallo"
:Text "xyz"

Das Programm links in der Ausführung (TI Voyage 200)

:Dropdown "Bitte auswählen",{"Eins","Zwei","Drei"},var1
:Request "Ihr Name?",var2
:EndDlog
```

Dieses Beispiel erzeugt einen Dialog mit dem Titel "Hallo". Im eigentlichen Fenster steht der Text "xyz", darunter kann man zwischen "Eins", "Zwei" und "Drei" auswählen, und ganz unten steht ein Eingabefeld, wo der Benutzer nach seinem Namen gefragt wird.
Rechts ist auch ein Screenshot abgebildet, in dem dieses Beispielprogramm gezeigt wird.

#### PopUp
Ein Beispiel für ein PopUp-Fenster:
```

Das Programm links in der Ausführung (TI Voyage 200)

:PopUp {"1999","2001","2002","2005"},var3
```

Das Ergebnis, also die Auswahl, wird in der Variable var3 gespeichert. Bei zum Beispiel "2001" wäre der Inhalt von var3 die Zahl 2.
Rechts ist auch der Screenshot zu diesem Programm, nur der Disp-Befehl ist hinzugefügt worden.

#### Toolbar

Das Programm links in der Ausführung (TI Voyage 200)

Ein Beispiel für eine Toolbar-Leiste:
```
:Toolbar
:Title "Quiz starten",start
:Title "Optionen"
:Item "Einstellungen",options
:Item "Über dieses Quiz...",about
:Title "Beenden",quit
:EndTBar
```

Sollte man (hier in diesem Beispiel) F1 (Quiz starten) auswählen, springt das Programm zum angegebenen Label "start". Möchte man unter einem Titel mehr auflisten (wie in F2), darf hinter dem Title-Befehl kein Label angegeben werden. Unter dem Title-Befehl müssen allerdings in solch einem Fall Items mit Labeln vorhanden sein.
Rechts ist auch ein Screenshot, der die Toolbar zeigt. Nur ein Output-Befehl ist wieder ergänzt worden.

## TI-Nspire und TI-Nspire CAS
In der ersten Version des Betriebssystems der Rechner TI-Nspire und TI-Nspire CAS konnten mit TI-Basic nur Funktionen, aber keine Programme erstellt werden. Inzwischen steht ein erweiterter Befehlsumfang zur Verfügung, der jedoch zahlreiche TI-Basic-Befehle, etwa zur Dialogführung, nicht enthält. Programme können in Bibliotheken abgelegt werden.

## Hallo Welt
```
:ClrHome 
© Löscht alle Zeichen auf dem Display

:Disp "Hallo Welt" 
© Zeigt danach "Hallo Welt"
```

Oder:
```
:ClrHome 
© Löscht alle Zeichen auf dem Display

:Output(1,1,"Hallo Welt")      
© Zeigt in der ersten Zeile in der ersten Spalte "Hallo Welt"
```

Für TI-Nspire CX CAS:
```
:Disp "Hallo Welt" 
© Zeigt im „Home-Fenster“ "Hallo Welt"
```

Die ©-Zeichen markieren Kommentare, die bei der Programmausführung ignoriert werden.

## Leistungsfähigkeit
Im Vergleich zu dem 68k-Assembler, der in die Rechner integriert ist, sind TI-Basic-Programme sehr langsam. Besonders Ausgabebefehle verlangsamen die Ausführung, und auf Grund des geringen RAM-Speichers sind Rekursionen wie die Ackermannfunktion nur bedingt oder überhaupt nicht realisierbar, weder mit TI-BASIC noch mit Assembler.